# Alfredo Antonini (musicista)
Alfredo Antonini (Milano, 31 maggio 1901 – Clearwater, 3 novembre 1983) è stato un direttore d'orchestra e compositore italiano naturalizzato statunitense.
Ha diretto orchestre in tutto il mondo e, tra gli anni trenta e gli anni settanta, ha lavorato a lungo per la CBS, sia nella radio che nella rete televisiva e, per un breve periodo, per la radio newyorkese WOR. Mentre lavora come Direttore Musicale per la Televisione CBS, ha guadagnato un Emmy Award (1972). Inoltre, è stato insignito dell'Ordine al merito della Repubblica italiana nel 1980.

## Biografia
Nato a Milano, ha studiato al Conservatorio Reale di Milano, dove fu anche allievo di Arturo Toscanini. Ha anche ottenuto la fama come organista e pianista con l'Orchestra del Teatro alla Scala di Milano (1920) Emigrò negli Stati Uniti nel 1929 e qui ottenne la cittadinanza statunitense nel 1938.
Durante gli anni quaranta si è distinto per la direzione di diverse orchestre sinfoniche, esibendosi in diverse trasmissioni radiofoniche della CBS. Tra le orchestre dirette in questo periodo è da citare la CBS Pan American Orchestra (1940-1949) come parte dell'iniziativa diplomazia culturale del Dipartimento di Stato e Ufficio del Coordinatore degli Affari Inter-americani durante Seconda guerra mondiale, la Columbia Concert Orchestra (1940-1949) e la Columbia Symphony Orchestra. In quel periodo ha diretto la CBS Pan American Orchestra nel corso della trasmissione radiofonica Viva América, un programma musicale molto popolare andato in onda nel periodo della Seconda guerra mondiale alla CBS negli Stati Uniti e con l'emittente La Cadena de las Americas in Sudamerica; a quel programma parteciparono anche artisti all'epoca molto noti, come il tenore messicano Nestor Chayres, detto "Lo zingaro del Messico", il tenore messicano Juan Arvizu, la cantante Elsa Miranda,  il compositore argentino Terig Tucci e il suonatore di fisarmonica John Serry Sr. (compositore Americano-Italiano). Queste esibizioni di Antonini e della sua Pan American Orchestra hanno contribuito a introdurre la musica latino-americana e il bolero messicano in un vasto pubblico negli Stati Uniti negli anni '40.

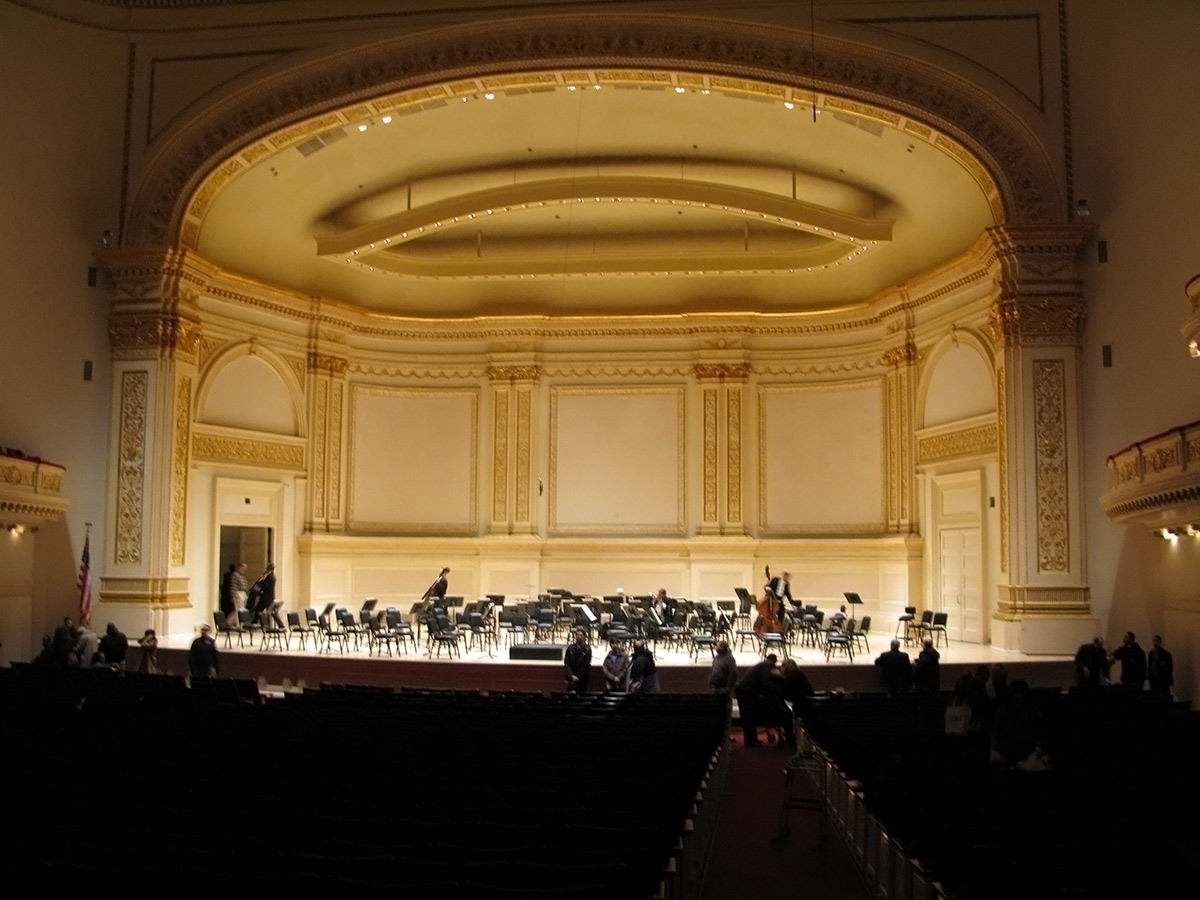
Carnegie Hall, New York City

In più occasioni si è esibito al Carnegie Hall, dove le sue direzioni del Carnegie Hall Pops Orchestra erano attese con grande impazienza dal grande pubblico. In quello stesso luogo si esibì in diverse circostanze insieme a Nestor Chayres.. Ulteriori esibizioni al Carnegie Hall in collaborazione con Juan Arvizu (El Troubador de las Americas) e la CBS Tipica Orchestra in occasione dell'Inter-America Music Fiesta gli descetaroni il successo del pubblico. Nel 1946 Antonini registrò diverse canzoni popolari latinoamericane nell'album Latin American Music - Alfredo Antonini and Viva America Orchestra per Alpha Records (numero di catalogo - 12205A, 12205B, 12206A, 12206B). Le canzoni incluse: Tres Palabras (Osvaldo Farres), Caminito de Tu Casa (Julio Alberto Hernandez), Chapinita (Miguel Sandoval) and Noche De Ronda (Agustín Lara). Dopo una revisione critica degli album di "The New Records" è stato elogiato il suo talento di direttore, salutando la collezione tra i migliori nuovi album di musica latinoamericana.
Negli anni '40, Antonini collaborò con la vocalist Victoria Cordova e John Serry Sr. a una serie di registrazioni per Muzak, con composizioni popolari familiari al pubblico del Nord e del Sud America. Tra queste selezioni musicali erano incluse: What a Difference a Day Made - María Grever, You Belong to My Heart - Agustín Lara, Siboney - Ernesto Lecuona, Amor - Gabriel Ruiz, Edelma Passilo - Terig Tucci, Say It Isn't So - Irving Berlin, How Deep is the Ocean - Irving Berlin and A Perfect Day - Carrie Jacobs-Bond. Ha anche collaborato con il gruppo latino Los Panchos in una registrazione della popolare danza di Chile La Palma per i record di Pilotone (# P45-5067) Inoltre, ha registrato diverse canzoni popolari per la Columbia Records con il baritono operistico Carlo Morelli che includeva: La Spagnola (#17192-D),Alma Mia (#17192-D), Canta Il Mare (#17263-D),Si Alguna Vez (#17263-D).. Collaboratori aggiuntivi inclusi: il tenore italiano Nino Martini per la registrazione della canzone popolare Amapola (Columbia, #17202-D) e il tenore messicano Nestor Chayres per una registrazione di Granada (Decca, #23770 A)
Come direttore musicale per la CBS Television ebbe un ruolo fondamentale nel creare un vasto programma di musica classica e di musica lirica per un vasto pubblico. La sua collaborazione con Julie Andrews, Richard Rodgers e Oscar Hammerstein II nella produzione del musical Cinderella nel 1957 per la CBS TV fu acclamata dalla critica e raggiunse il risultato strepitoso di un'audience di 107 milioni di spettatori. In quello stesso decennio apparve in concerto con alcune dive dell'opera, come le due soprano Eileen Farrell e Beverly Sills. Poco tempo dopo Antonini divenne direttore della Filarmonica di Tampa, in Florida. Negli anni successivi l'orchestra si è unita alla Florida Gulf Coast Symphony.

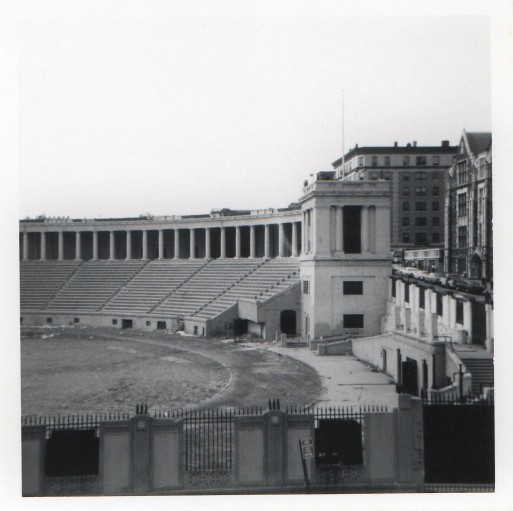
City College di New York - Lewisohn Stadium, New York City (1973)

Antonini diresse anche i popolari concerti all'aperto che si tenevano d'estate al prestigioso Lewisohn Stadium di New York nel corso degli anni cinquanta. Le sue direzioni della Filarmonica di New York e della Lewisohn Stadium Orchestra nei concerti della Italian Night attirarono un pubblico di massa che spesso sfiorava i 13.000 spettatori. Nel corso di quelle esibizioni vennero proposte arie tratte da classici italiani del teatro d'opera e si misero in mostra alcune grandi celebrità come Jan Peerce, Eileen Farrell, Richard Tucker, Beverly Sills, Licia Albanese, Eva Likova, Robert Weede, Cloe Elmo e Robert Merrill. Durante questo periodo ha anche collaborato con solisti insrumental di primo piano tra cui Benny Goodman, in una performance del Concerto per clarinetto e orchestra di Mozart per un pubblico di migliaia di ospit a New York.
Nel 1962 l'interesse di Antonini per la diffusione di programmi pubblici è emerso ancora una volta in una collaborazione con la Prima Signora degli Stati Uniti Jacqueline Kennedy, il regista Franklin J. Schaffner e il giornalista Charles Collingwood di CBS News per il documentario televisivo innovativo  Un giro della Casa Bianca con la signora John F. Kennedy (A Tour of the White House With Mrs. John F. Kennedy). Questo programma televisivo documentario è stato visto da oltre 80 milioni di persone in tutto il mondo e ha ricevuto un ampio riconoscimento critico.
Nel 1964 Antonini è apparso come direttore della CBS Symphony Orchestra in un acclamato adattamento dell'oratorio L'enfance du Christ di Hector Berlioz per CBS Television. I solisti lirici comprendevano: Sherrill Milnes, Giorgio Tozzi, Ara Berberian e Charles Anthony Caruso e sostenuto dalle voci corali dei Camerata Singers. In quel periodo ha collaborato anche come conduttore musicale per un episodio televisivo - CBS Repertoire Workshop- "Feliz Borinquen". Questo episodio presentava i talenti di diversi artisti di origine portoricana come Martina Arroyo e Raul Davila.
Negli anni quaranta Antonini collaborò con l'emittente newyorkese WOR. Nel decennio successivo ha diretto orchestre sinfoniche a Chicago, a Milwaukee e poi in Illinois e nel Wisconsin, negli Stati Uniti, e ad Oslo e in Cile nel resto del mondo.
Negli anni sessanta Alfredo Antonini diresse la Filarmonica di New York al Philharmonic Hall nel corso di un concerto di beneficenza a cui presero parte anche Jan Peerce (tenore) e Robert Merrill (baritono). Nel corso del decennio continuò a collaborare con i due e con Franco Corelli (tenore) in una serie di concerti di gala. Si esibì anche al Lewisohn Stadium insieme a Roberta Peters, ottenendo un successo di pubblico strepitoso.
Nel 1971 Antonini continuò a raggiungere il successo come direttore musicale della rete televisiva Columbia Broadcasting System. Ha condotto le prime performance dell'opera And David Wept di Ezra Laderman (compositore ebraico-americano 1924-2015) e ha ottenuto un Emmy Award per il Successo Eccezionale nella Programmazione Religiosa (1972). Ha collaborato in questa produzione con personalità come: Rosalind Elias, Sherrill Milnes e Ara Berberian. Diversi anni dopo nel 1975 ha lavorato ancora una volta con Berberian e il mezzo soprano Elaine Bonazzi nel film A Handful of Souls per la televisione CBS.
Durante la sua carica alla CBS, Antonini ha collaborato con molti leader di diverse professioni tra cui: Filantropia - (John D. Rockefeller III), Governo - (Jacqueline Kennedy Onassis), Giornalismo (Charles Collingwood, Walter Cronkite, Daniel Shorr))  Arte - (Henry Moore, Kenneth Clark)) Danza - (Mary Hinkson), Recitazione - (John Alexander, Julie Andrews, Ingrid Bergman, Betty Comden, Henry Fonda, Jackie Gleason, Steven Hill, Ron Holgate, Celeste Holm, Richard Kiley, Howard Lindsay, Michael Redgrave) e la Stagione del Concert - (Charles Anthony Caruso, John Browning).
L'eredità musicale di Alfredo Antonini è stata preservata su dischi che testimoniano il suo interesse per le composizioni sinfoniche, la musica popolare latino-americana e l'opera lirica. Le sue opere sono state prodotte dalla Coral Records, dalla Columbia Masterworks e dalla SESAC Records.

### Morte
Alfredo Antonini morì all'età di 82 anni durante un intervento chirurgico al cuore a Clearwater, in Florida, nel 1983. Fu sepolto nel cimitero di Sylvan Abbey Memorial Park a Clearwater; gli sopravvissero la moglie Sandra e il figlio.

## Incisioni
- The Great City
- Sarabande
- Sicilian Rhapsody
- Suite for Cello and Orchestra
- Preludes for Organ
- Suite for Strings
- The United States of America, Circa 1790
- Mambo Tropical

## Album
- Cinderella, cantante: Julie Andrews, Columbia Masterworks (OL5190), 12 pollici LP, 1957?
- American Fantasy, SESAC Records, 33 RPM LP, 195?
- Atmosphere - Alfredo Antonini and His Orchestra, Coral Records (LVA 9031), 33RPM LP, 1956[72]
- Romantic Classics, SESAC Records, 33 RPM LP, 195?
- Aaron Copland/Hugo Weisgall/Martha Lipton/Adelaide Bishop/Alfredo Antonini/Columbia Chamber Orchestra - Twelve Poems of Emily Dickenson/The Stronger, cantante: Martha Lipton, Columbia Masterworks (ML 5106), 33 RPM LP, 1956[72]
- Songs from Sunny Italy - Richard Tucker with Alfredo Antonini Conducting the Columbia Concert Orchestra, Columbia Masterworks (ML 2155), 33 RPM LP, 1950[72]
- Alfredo Antonini and His Orchestra - Dances of Latin America, London Records (LPB.294), 33 RPM LP, 1950[72]
- Richard Tucker with Alfredo Antonini Conducting The Columbia Concert Orchestra, cantante: Richard Tucker, Columbia Masterworks (A-1540), 45 RPM, 195?[72]
- Richard Tucker: Just For You with Alfredo Antonini and the Columbia Symphony Orchestra, cantante: Richard Tucker,  Columbia Masterworks (A-1619-1), 45 RPM,195?[72]
- Nestor Chayres Singing Romantic Songs of Latin America,  Direttore d'orchestra: Alfredo Antonini, cantante: Nestor Chayres,  Decca, 78 RPM, 1947[73]
- Juan Arvizu, Troubador of the Americas, Direttore d'orchestra: Alfredo Antonini, cantante: Juan Arvizu, Columbia Records 78 RPM, 1941[74][75]
- Latin American Music- Alfredo Antonini and Viva America Orchestra, Direttore d'orchestra: Alfredo Antonini, Viva America Orchestra, cantante: Elsa Miranda, Alpha Records (#12205) 78 RPM, 1946[76][77]
- Amapola (Joseph Lacalle), cantante: Nino Matini, Columbia Masterworks (#17202), 78 RPM, 194?[78]
- Bolero - No Me Lo Digas (Maria Grever), cantante: Nino Martini, Columbia (#17202-D), 194?[79]
- Nestor Chayres & Alfredo Antonini, cantante: Nestor Chayres, Decca (#23770), 78 RPM[72]
- Granada (Agustin Lara), cantante: Nestor Chayres, Decca (#23770), 78 RPM (1946)[80]
- Noche de Ronda (Maria Teressa Lara), cantante: Nestor Chayres,  Decca (#23770), 78 RPM (1946)[81]
- La Palma, cantanti: Los Panchos Trio, Pilotone (#P45 5067), 78 RPM (194?)[82]
- Rosa Negra, Alfredo Antonini Viva America Orchestra, Pilotone (#P45 5069), 78 RPM (194?)[83]
- Alfredo Antonini and The Viva America Orchestra - Chiqui, Chiqui, Cha/Caminito De Tu Casa, Bosworth Music (BA.251), 78 RPM, 194?[72]
- Alfredo Antonini & The Columbia Concert Orchestra, cantante: Richard Tucker, Columbia Masterworks, 78 RPM, 194?
- Music of the Americas, Pilotone Album, 78 RPM LP, 194?
- La Spagnola (V. Di Chiara), cantante: Carlo Morelli, Columbia (#17192D) 78 RPM (194?)[84]
- Alma Mia (Maria Grever), cantante: Carlo Morelli, Columbia (#17192D) 78 RPM (194?)[85]
- Viva Sevilla! e Noche de Amor cantante: Juan Arvizu, Columbia (#36664) 78 RPM (194?)[86]
- Mi Sarape e Que Paso? cantante Juan Arvizu, Columbia (#36665) 78 RPM (194?)[87]
- El Bigot de Tomas e De Donde? cantante: Juan Arvizu, Columbia (#36666) 78 RPM (194?)[88]
- Canta Il Marie (Mazzola) e Si Alguna Vez (Ponce)  cantante: Carlo Morelli Columbia (#17263-D) 78 RPM[89]
- Esta Noche Ha Pasado (Sabre Marrequin) cantante: Luis D. Roldan, Columbia (#6201-x) 78 RPM (194?)[90]
- Tres Palabras (Osvaldo Farres) cantante: Luis G. Roldan, Columbia (#6201-x) 78 RPM (194?)[91]

## Filmografia

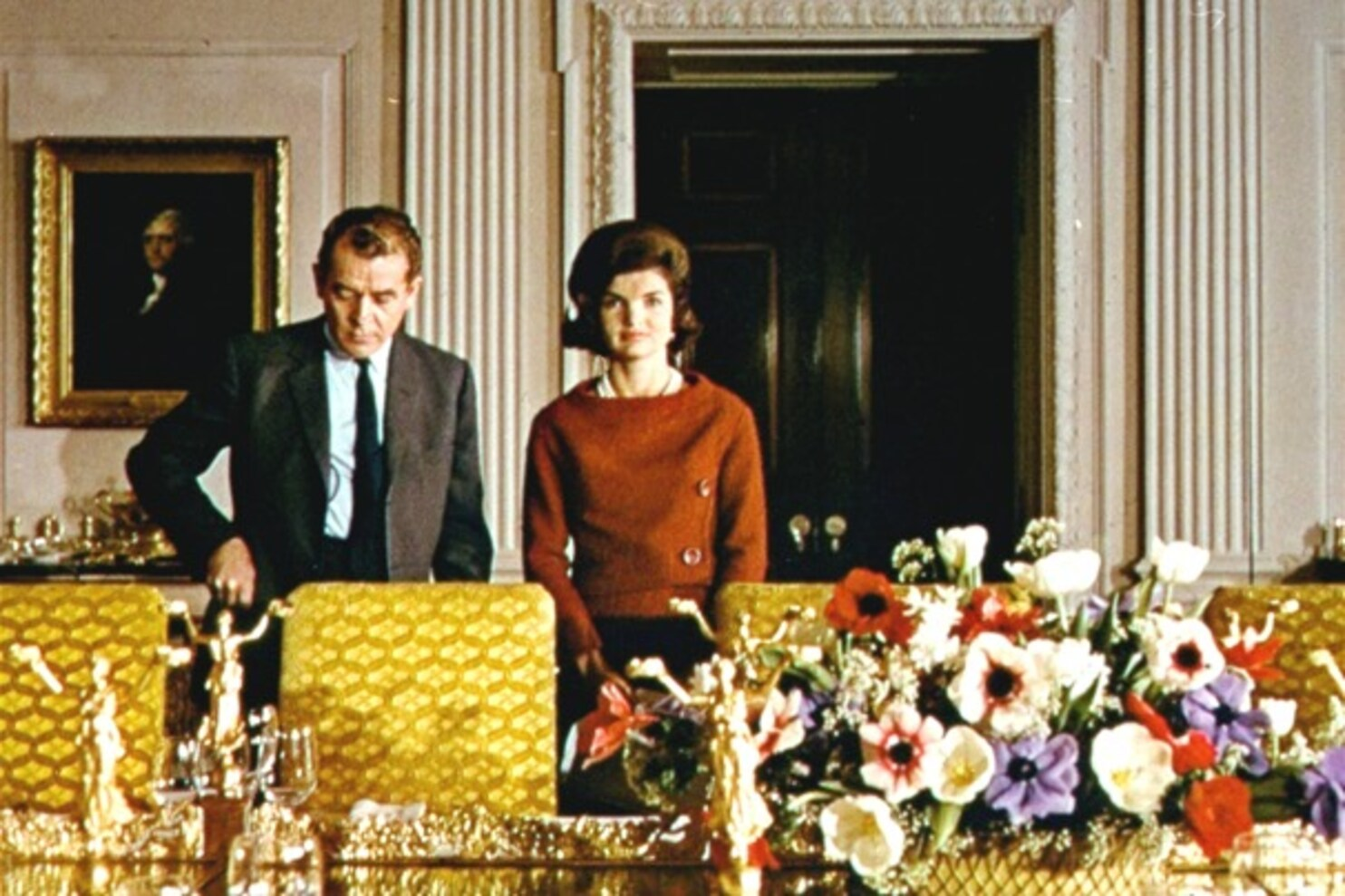
A Tour of the White House with Mrs. John F. Kennedy (1962)
Jacqueline Kennedy e Charles Collingwood

- Una manciata di anime (A Handful of Souls), Film TV, Direttore d'orchestra (1975)[92]
- E David Piangeva (And David Wept), Film TV, Direttore musicale (1971)[92]
- Gauguin a Tahiti: la Ricerca del Paradiso (Gauguin in Tahiti: The Search for Paradise), Documentario TV, Direttore d'orchestra, (1967)[92]
- I Vestiti Nuovi dell'Imperatore (The Emperor's New Clothes), Film TV, Direttore d'orchestra  (1967)[92]
- Dove sono le spie (Where the Spies Are), Film, Direttore d'orchestra (1966)[92]
- Rapporti CBS (CBS Reports), Documentario TV, Direttore d'orchestra (1965)[92]
- Jack e il Fagiolo Magico (Jack and the Beanstalk), Film TV, Direttore d'orchestra (1965)[92]
- Pinocchio (Pinocchio), Film TV, Direttore d'orchestra (1965)[92]
- Infanzia di Cristo (L'enfance du Christ) ,Film TV, Direttore d'orchestra (1964)[92]
- CBS Laboratorio di Repertorio (CBS Repertoire Workshop), Serie televisivo, Direttore d'orchestra (1964)[92]
- Il Ventesimo Secolo (The Twentieth Century), Documentario TV, Direttore musicale (1964)[92]
- Arias e Arabesques (Arias and Arabesques), Film TV, Direttore d'orchestra (1962)[92]
- Cabeza de Vaca (Cabeza de Vaca), Film TV, Direttore d'orchestra (1962)[92]
- Un Giro della Casa Bianca (A Tour of the White House), Documentario TV, Direttore musicale (1962)[92]
- Ventiquattro Ore Nella Vita di una Donna (Twenty-Four Hours in a Woman's Life), Film TV, Direttore d'orchestra (1961)[92]
- E Sulla Terra, Pace (And On Earth, Peace), Film TV, Compositore (1961)[92]
- Festival di Musica di Primavera: Solisti Americani (Spring Festival of Music: American Soloists), Film TV, Solista (1960)[92]
- L'uomo Giusto (The Right Man), Film TV, Direttore d'orchestra (1960)[92]
- I Favolosi Anni Cinquanta (The Fabulous Fifties), Documentario TV, Direttore musicale (1960)[92]
- L'Incredibile Turco (The Incredible Turk), Documentario TV, Direttore d'orchestra (1958)[92]
- Le Sette Belle Arti (The Seven Lively Arts), Serie televisivo, Direttore musicale (1957)[92]
- Potenza dell'Aria (Air Power),Documentario TV,  Direttore musicale (1956-1957)[92]
- Cenerentola (Cinderella), Musical produzione televisivo, Direttore musicale (1957)[92]
- Studio Uno a Hollywood (Studio One in Hollywood), Serie TV, Direttore musicale (1957)[92]
- Lo Spettacolo di Jane Froman (The Jane Froman Show), Serie televisivo, Direttore d'orchestra (1952)[92]
- Il Governo del Dott. Caligari (The Cabinet of Dr. Caligari), Film TV, Compositore (1920)[92]

## Premi e nomination
- Emmy Award per l'Ottima Realizzazione Nella Programmazione Religiosa (1972)[29][93]
- Premio per Servizio Distinto alla Musica dell'Associazione Nazionale per Compositori e Conduttori Americani[1][29]
- Titolo di Commendatore dal Presidente dell'Italia (1977)[94][95]
- Ordine al merito della Repubblica italiana (1980)[94][95]

## Affiliazioni professionali
- Società Americana di Compositori, Autori e Editori ASCAP (1948)[2]